# Calciatori della nazionale canadese
In questa lista sono raccolti i calciatori che hanno rappresentato in almeno una partita la Nazionale . In grassetto i calciatori ancora in attività.
| Nome                        | Presenze | Reti | Esordio | Ultima partita |
| --------------------------- | -------- | ---- | ------- | -------------- |
| Stephen Ademolu             | 5        | 0    | 2005    | 2010           |
| Fernando Aguiar             | ?        | ?    | ?       | ?              |
| Sam Adekugbe                | 5        | 0    | 2015    |                |
| Tesho Akindele              | 5        | 1    | 2015    |                |
| Haidar Al-Shaïbani          | 1        | -1   | 2010    | 2010           |
| Keven Alemán                | 1        | -1   | 2010    | 2010           |
| Robbie Aristodemo           | ?        | ?    | ?       | ?              |
| Nana Attakora-Gyan          | 9        | 0    | 2010    | 2017           |
| Geoff Aunger                | 44       | 4    | 1992    | 1997           |
| Garry Ayre                  | ?        | ?    | ?       | ?              |
| Iain Baird                  | ?        | ?    | ?       | ?              |
| Milovan Bakić               | 4        | 2    | 1977    | 1977           |
| Jonathan Beaulieu-Bourgault | 10       | 0    | 2009    | 2013           |
| Kyle Bekker                 | 18       | 0    | 2013    | 0              |
| Chris Bennett               | ?        | ?    | ?       |                |
| Jason Bent                  | 32       | 0    | 1997    | 2003           |
| Eddy Berdusco               | 18       | 4    | 1992    | 1997           |
| Patrice Bernier             | 56       | 2    | 2003    | 2017           |
| Mauro Biello                | 4        | 0    | 1995    | 2000           |
| Zeljko Bilecki              | ?        | ?    | ?       |                |
| Marc Bircham                | 17       | 1    | 1999    | 2004           |
| Bob Bolitho                 | ?        | ?    | ?       |                |
| Milan Borjan                | 37       | -29  | 2011    |                |
| Jack Brand                  | ?        | ?    | ?       |                |
| Adam Braz                   | 12       | 0    | 2004    | 2007           |
| Jim Brennan                 | 49       | 6    | 1999    | 2008           |
| Ian Bridge                  | 35       | 5    | 1981    | 1991           |
| Brian Budd                  | 7        | 2    | 1976    | 1977           |
| Alex Bunbury                | 64       | 16   | 1986    | 1997           |
| Michael Burke               | ?        | ?    | ?       |                |
| Tim Burns                   | ?        | ?    | ?       |                |
| Jeff Cambridge              | ?        | ?    | ?       |                |
| Maycoll Cañizalez           | 5        | 1    | 2003    | 2003           |
| Adrian Cann                 | 9        | 0    | 2008    | 2011           |
| Ian Carter                  | ?        | ?    | ?       |                |
| John Catliff                | 44       | 18   | 1984    | 1994           |
| Jay Chapman                 | 2        | 0    | 2017    | 2017           |
| Chris Chueden               | ?        | ?    | ?       |                |
| Tony Chursky                | 19       | -25  | 1973    | 1981           |
| Frank Mike Ciaccia          | ?        | ?    | ?       |                |
| Caleb Clarke                | 2        | 0    | 2013    | 2015           |
| Jeff Clarke                 | 19       | 1    | 1997    | 2002           |
| Cosimo Commisso             | ?        | ?    | ?       |                |
| Enzo Concina                | 4        | 1    | 1988    | 1993           |
| John Connor                 | ?        | ?    | ?       |                |
| Carlo Corazzin              | 59       | 11   | 1994    | 2004           |
| Pat Cubellis                | ?        | ?    | ?       |                |
| Nick Dasovic                | 63       | 2    | 1992    | 2004           |
| Julián de Guzmán            | 89       | 5    | 2002    | 2016           |
| Marcel de Jong              | ?        | ?    | ?       |                |
| Pasquale De Luca            | 19       | 1    | 1984    | 1985           |
| Dwayne De Rosario           | 81       | 22   | 1998    | 2014           |
| Nick De Santis              | 9        | 1    | 1988    | 1997           |
| Jason de Vos                | ?        | ?    | ?       |                |
| Barry Deardon               | ?        | ?    | ?       |                |
| Gino DiFlorio               | 1        | 0    | 1988    | 1988           |
| Patrick Diotte              | ?        | ?    | ?       |                |
| Rhian Dodds                 | 1        | 0    | 2005    | 2005           |
| Paul Dolan                  | 53       | -?   | 1984    | 1997           |
| Rudy Doliscat               | ?        | ?    | ?       |                |
| Jimmy Douglas               | 2        | 0    | 1978    | 1978           |
| Terry Dunfield              | 13       | 1    | 2010    | 2013           |
| James Easton Jr.            | 7        | 0    | 1987    | 1992           |
| David Edgar                 | 45       | 1    | 2011    |                |
| Raheem Edwards              | 3        | 0    | 2017    |                |
| Randy Edwini-Bonsu          | 10       | 0    | 2010    | 2015           |
| Neil Ellett                 | 11       | 1    | 1967    | 1971           |
| Pat Ercoli                  | ?        | ?    | ?       |                |
| Charlie Falzon              | ?        | ?    | ?       |                |
| Terry Felix                 | ?        | ?    | ?       |                |
| Paul Fenwick                | ?        | ?    | ?       |                |
| Don Ferguson                | ?        | ?    | ?       |                |
| Drew Ferguson               | ?        | ?    | ?       |                |
| John Fitzgerald             | 12       | 0    | 1988    | 1990           |
| Carl Fletcher               | ?        | ?    | ?       |                |
| Craig Forrest               | ?        | ?    | ?       |                |
| Chris Franks                | ?        | ?    | ?       |                |
| Iain Fraser                 | ?        | ?    | ?       |                |
| Rob Friend                  | ?        | ?    | ?       |                |
| David Fronimadis            | ?        | ?    | ?       |                |
| Brian Gant                  | 14       | 0    | 1973    | 1981           |
| Ken Garraway                | ?        | ?    | ?       |                |
| Charles Gbeke               | ?        | ?    | ?       |                |
| Tibor Gemeri                | ?        | ?    | ?       |                |
| Ali Gerba                   | ?        | ?    | ?       |                |
| Gabriel Gervais             | ?        | ?    | ?       |                |
| Nick Gilbert                | ?        | ?    | ?       |                |
| Peter Gilfillan             | ?        | ?    | ?       |                |
| Sandro Grande               | ?        | ?    | ?       |                |
| Kevin Grant                 | ?        | ?    | ?       |                |
| Gerry Gray                  | ?        | ?    | ?       |                |
| James Grimes                | ?        | ?    | ?       |                |
| Marcus Haber                | 27       | 3    | 2010    | 2016           |
| Sven Habermann              | 11       | -?   | 1983    | 1986           |
| André Hainault              | 44       | 2    | 2006    | 2015           |
| Harold Hansen               | 2        | 0    | 1968    | 1968           |
| Kevin Harmse                | ?        | ?    | ?       |                |
| Patrick Harrington          | ?        | ?    | ?       |                |
| Allan Harvey                | 4        | 0    | 1968    | 1968           |
| Richard Hastings            | ?        | ?    | ?       |                |
| Tyler Hemming               | ?        | ?    | ?       |                |
| Lars Hirschfeld             | ?        | ?    | ?       |                |
| Kevin Holness               | ?        | ?    | ?       |                |
| Lyndon Hooper               | ?        | ?    | ?       |                |
| Chris Horrocks              | 10       | 0    | 1972    | 1977           |
| Dick Howard                 | 5        | -12  | 1972    | 1973           |
| Richard John Hughes         | ?        | ?    | ?       |                |
| Iain Hume                   | ?        | ?    | ?       |                |
| Atiba Hutchinson            | ?        | ?    | ?       |                |
| Lucio Ianiero               | ?        | ?    | ?       |                |
| Robert Iarusci              | ?        | ?    | ?       |                |
| Daniel Imhof                | ?        | ?    | ?       |                |
| Dominic Imhof               | ?        | ?    | ?       |                |
| Greg Ion                    | ?        | ?    | ?       |                |
| Keith Izatt                 | ?        | ?    | ?       |                |
| Simeon Jackson              | ?        | ?    | ?       |                |
| Dejan Jaković               | ?        | ?    | ?       |                |
| Paul John James             | 48       | 2    | 1983    | 1993           |
| Steve Jansen                | ?        | ?    | ?       |                |
| Ante Jazić                  | ?        | ?    | ?       |                |
| Glen Johnson                | 8        | 0    | 1972    | 1976           |
| Will Johnson                | ?        | ?    | ?       |                |
| Stathis Kappos              | ?        | ?    | ?       |                |
| Mark Karpun                 | ?        | ?    | ?       |                |
| Jim Kelly                   | ?        | ?    | ?       |                |
| Joe Kennaway                | 1        | -6   | 1926    | 1926           |
| Greg Kern                   | ?        | ?    | ?       |                |
| John Kerr                   | 10       | 0    | 1968    | 1977           |
| Steve Kindel                | ?        | ?    | ?       |                |
| Mike Klukowski              | ?        | ?    | ?       |                |
| Victor Kodelja              | 8        | 0    | 1974    | 1977           |
| Tom Kouzmanis               | ?        | ?    | ?       |                |
| Garret Kusch                | ?        | ?    | ?       |                |
| Tony Lecce                  | 9        | 0    | 1968    | 1972           |
| Nikolas Ledgerwood          | ?        | ?    | ?       |                |
| Patrick Leduc               | ?        | ?    | ?       |                |
| Paul Lee                    | ?        | ?    | ?       |                |
| Bob Lenarduzzi              | ?        | ?    | ?       |                |
| Sam Lenarduzzi              | 27       | 0    | 1968    | 1980           |
| Tino Lettieri               | ?        | ?    | ?       |                |
| John Limniatis              | ?        | ?    | ?       |                |
| Dino Lopez                  | ?        | ?    | ?       |                |
| Jamie Lowery                | ?        | ?    | ?       |                |
| Shaun Lowther               | ?        | ?    | ?       |                |
| Steve MacDonald             | ?        | ?    | ?       |                |
| Ike MacKay                  | 9        | 1    | 1972    | 1977           |
| Ian MacLean                 | ?        | ?    | ?       |                |
| Michael Magill              | ?        | ?    | ?       |                |
| Joseph Majcher              | ?        | ?    | ?       |                |
| Carmine Marcantonio         | ?        | ?    | ?       |                |
| Hector Marinaro             | ?        | ?    | ?       |                |
| Carlo Marini                | 1        | -4   | 1991    | 1991           |
| Craig Martin                | ?        | ?    | ?       |                |
| Sita-Taty Matondo           | ?        | ?    | ?       |                |
| Gavin McCallum              | ?        | ?    | ?       |                |
| Trevor McCallum             | ?        | ?    | ?       |                |
| Jim McDonald                | ?        | ?    | ?       |                |
| John McGrane                | ?        | ?    | ?       |                |
| Kevin McKenna               | ?        | ?    | ?       |                |
| Doug McKinty                | ?        | ?    | ?       |                |
| Mike McLenaghen             | ?        | ?    | ?       |                |
| Wes McLeod                  | ?        | ?    | ?       |                |
| Ed McNally                  | ?        | ?    | ?       |                |
| Doug McNaught               | ?        | ?    | ?       |                |
| Robin Megraw                | ?        | ?    | ?       |                |
| Tony Menezes                | ?        | ?    | ?       |                |
| Bruce Miller                | 8        | 0    | 1975    | 1984           |
| Colin Miller                | ?        | ?    | ?       |                |
| Dale Mitchell               | ?        | ?    | ?       |                |
| Domenic Mobilio             | ?        | ?    | ?       |                |
| David Monsalve              | ?        | ?    | ?       |                |
| Terry Moore                 | 11       | 0    | ?       |                |
| Ashtone Morgan              | ?        | ?    | ?       |                |
| Doug Muirhead               | ?        | ?    | ?       |                |
| Scott Munson                | ?        | ?    | ?       |                |
| Issey Nakajima-Farran       | ?        | ?    | ?       |                |
| Martin Nash                 | ?        | ?    | ?       |                |
| Grant Needham               | ?        | ?    | ?       |                |
| Steve Nesin                 | ?        | ?    | ?       |                |
| Tony Nocita                 | ?        | ?    | ?       |                |
| David Norman                | ?        | ?    | ?       |                |
| Tam Nsaliwa                 | ?        | ?    | ?       |                |
| Olivier Occéan              | ?        | ?    | ?       |                |
| Norm Odinga                 | ?        | ?    | ?       |                |
| Giuliano Oliviero           | ?        | ?    | ?       |                |
| Pat Onstad                  | ?        | ?    | ?       |                |
| Andrew Ornoch               | ?        | ?    | ?       |                |
| Pedro Pacheco de Melo       | ?        | ?    | ?       |                |
| George Pakos                | ?        | ?    | ?       |                |
| Tom Panhuyzen               | ?        | ?    | ?       |                |
| Nick Papadakis              | 4        | 2    | 1968    | 1968           |
| Brad Parker                 | ?        | ?    | ?       |                |
| Buzz Parsons                | ?        | ?    | ?       |                |
| Paul Peschisolido           | ?        | ?    | ?       |                |
| Jaime Peters                | ?        | ?    | ?       |                |
| David Phillips              | ?        | ?    | ?       |                |
| Samuel Piette               | ?        | ?    | ?       |                |
| Tony Pignatiello            | ?        | ?    | ?       |                |
| Nevio Pizzolitto            | ?        | ?    | ?       |                |
| Rocco Placentino            | ?        | ?    | ?       |                |
| Darren Poole                | ?        | ?    | ?       |                |
| Chris Poźniak               | ?        | ?    | ?       |                |
| Tomasz Radziński            | ?        | ?    | ?       |                |
| Randy Ragan                 | ?        | ?    | ?       |                |
| Marco Reda                  | ?        | ?    | ?       |                |
| António Ribeiro             | ?        | ?    | ?       |                |
| Tosaint Ricketts            | ?        | ?    | ?       |                |
| Thomas Riley                | ?        | ?    | ?       |                |
| Carlos Rivas                | ?        | ?    | ?       |                |
| Marco Rizi                  | ?        | ?    | ?       |                |
| Brian Robinson              | ?        | ?    | ?       |                |
| Peter Roe                   | 9        | 0    | 1974    | 1983           |
| Mark Rogers                 | ?        | ?    | ?       |                |
| Carl Rose                   | ?        | ?    | ?       |                |
| Bryan Rosenfeld             | ?        | ?    | ?       |                |
| Tyler Rosenlund             | ?        | ?    | ?       |                |
| Daryl Samson                | 1        | 0    | 1976    |                |
| Randy Samuel                | ?        | ?    | ?       |                |
| Mario Santos                | ?        | ?    | ?       |                |
| Peter Sarantopoulos         | ?        | ?    | ?       |                |
| Joe Schiraldi               | 7        | 0    | 1972    | 1973           |
| Roderick Scott              | ?        | ?    | ?       |                |
| Branko Segota               | ?        | ?    | ?       |                |
| Adrian Serioux              | ?        | ?    | ?       |                |
| Eddy Sidra                  | ?        | ?    | ?       |                |
| Dave Simpson                | ?        | ?    | ?       |                |
| Josh Simpson                | ?        | ?    | ?       |                |
| Peter Sloly                 | ?        | ?    | ?       |                |
| Paul Stalteri               | ?        | ?    | ?       |                |
| Kenny Stamatopoulos         | ?        | ?    | ?       |                |
| Ostap Steckiw               | 1        | 1    | 1957    | 1957           |
| Mike Stojanović             | ?        | ?    | ?       |                |
| Adam Straith                | ?        | ?    | ?       |                |
| Jeno Strenicer              | 9        | 0    | 1977    | 1980           |
| Johnny Sulentic             | ?        | ?    | ?       |                |
| Greg Sutton                 | ?        | ?    | ?       |                |
| Mike Sweeney                | ?        | ?    | ?       |                |
| Gordon Sweetzer             | ?        | ?    | ?       |                |
| Ray Telford                 | ?        | ?    | ?       |                |
| Elvis Thomas                | ?        | ?    | ?       |                |
| Gary Thompson               | 7        | 0    | 1976    | 1977           |
| Niall Thompson              | ?        | ?    | ?       |                |
| Guido Titotto               | ?        | ?    | ?       |                |
| Chris Turner                | ?        | ?    | ?       |                |
| Joseph Turpin               | ?        | ?    | ?       |                |
| Bruce Twamley               | ?        | ?    | ?       |                |
| Kris Twardek                | 2        | 0    | 2017    |                |
| Carl Valentine              | ?        | ?    | ?       |                |
| Tibor Vigh                  | 4        | 2    | 1968    | 1968           |
| Igor Vrablic                | ?        | ?    | ?       |                |
| Josh Wagenaar               | ?        | ?    | ?       |                |
| Gordon Wallace              | 8        | 0    | 1973    | 1980           |
| Massih Wassey               | ?        | ?    | ?       |                |
| Mark Watson                 | ?        | ?    | ?       |                |
| Ken Whitehead               | ?        | ?    | ?       |                |
| Chris Williams              | 3        | 0    | 2003    | 2008           |
| Bruce Wilson                | ?        | ?    | ?       |                |
| Davide Xausa                | ?        | ?    | ?       |                |
| Frank Yallop                | ?        | ?    | ?       |                |
| Bill Young                  | ?        | ?    | ?       |                |
| Gregor Young                | ?        | ?    | ?       |                |
| Gianluca Zavarise           | 1        | 0    | 2010    | 2010           |